# Eurya pittosporifolia
Eurya pittosporifolia är en tvåhjärtbladig växtart som beskrevs av Hu Hsien-Hsu. Eurya pittosporifolia ingår i släktet Eurya och familjen Pentaphylacaceae. Inga underarter finns listade i Catalogue of Life.